# Validador
Un validador es un programa informático utilizado para comprobar la validez o corrección sintáctica de un fragmento de código o documento. El término es generalmente usado en el contexto de la validación de documentos HTML, CSS y XML o feeds RSS aunque puede ser usado para cualquier formato o lenguaje definidos.
Los validadores de accesibilidad son herramientas automatizadas diseñadas para verificar está diseñado para verificar el cumplimiento de una página web o un sitio web con respecto a una o más guías de accesibilidad (tales como WCAG, Sección 508 o aquellas asociadas con leyes nacionales como el Stanca Acto).